# Santa Rosa (Californië)
Santa Rosa is een stad in de Amerikaanse staat Californië en telt 147.595 inwoners. Het is hiermee de 140e stad in de Verenigde Staten (2000). De oppervlakte bedraagt 103,8 km², waarmee het de 162e stad is.

## Demografie
Van de bevolking is 13,9 % ouder dan 65 jaar en bestaat voor 27,8 % uit eenpersoonshuishoudens. De werkloosheid bedraagt 2,6 % (cijfers volkstelling 2000).
Ongeveer 19,2 % van de bevolking van Santa Rosa bestaat uit hispanics en latino's, 2,2 % is van Afrikaanse oorsprong en 3,8 % van Aziatische oorsprong.
Het aantal inwoners steeg van 120.499 in 1990 naar 147.595 in 2000.

## Geschiedenis
In 1828 werd de eerst mis gevierd door pater Juan Amoros in het huidige Santa Rosa. Dit gebeurde op de naamdag van de heilige Rosa van Lima en de plaats werd naar deze heilige genoemd. Het was geen zelfstandige missiepost, maar een hulppost (Asistencia Santa Rosa de Lima) bestaande uit een kapel en een woning en bediend door de paters van de missieposten van Sonoma en San Rafael. In 1837 vestigden zich Mexicanen, familieleden van generaal Mariano Vallejo, in Santa Rosa. Het rooms-katholieke bisdom Santa Rosa in Californië werd opgericht in 1962.

## Klimaat
In januari is de gemiddelde temperatuur 8,6 °C, in juli is dat 19,8 °C. Jaarlijks valt er gemiddeld 769,6 mm neerslag (gegevens op basis van de meetperiode 1961-1990).

## Plaatsen in de nabije omgeving
De onderstaande figuur toont nabijgelegen plaatsen in een straal van 16 km rond Santa Rosa.

## Geboren in Santa Rosa
- Rebecca De Mornay (1959), actrice
- Tony Trujillo (1982), professioneel skateboarder
- Julia Smit (1987), zwemster
- Molly Hannis (1992), zwemster
- Taylor Ziemer (1998), voetbalster